# انتخابات سراسری نیوزیلند (۲۰۲۰)
انتخابات سراسری نیوزیلند (انگلیسی: 2020 New Zealand general election) روز شنبه ۱۷ اکتبر ۲۰۲۰ برگزار شد، این پنجاه و سومین دور انتخابات مجلس نمایندگان نیوزیلند بود تا سرنوشت ۱۲۰ کرسی اعضای مجلس نمایندگان را تعیین کند. از این تعداد ۷۲ کرسی از حوزه‌های انتخابیه و ۴۸ کرسی باقیمانده از طریق لیست احزاب به روش تناسبی انتخاب شدند. جاسیندا آردرن نخست‌وزیر نیوزیلند از حزب کارگر که رهبری این حزب را برعهده دارد نیز در این انتخابات با ۴۹ درصد آرا با پیروزی چشمگیری برنده شد؛ و حزب کارگر ۶۴ کرسی از ۱۲۰ کرسی پارلمان را به‌دست‌آورد.
از آغاز نظام پارلمانی در نیوزیلند در ۱۹۹۶، هیچ حزبی نتوانسته بود اکثریت مطلق پارلمان را به دست بیاورد.
حزب حاکم کارگر، به رهبری نخست‌وزیر فعلی، جاسیندا آردرن، در یک پیروزی چشمگیر علیه حزب ملی به رهبری جودیت کالینز در انتخابات پیروز شد. این اولین بار بود که یک حزب سیاسی نیوزیلند دولت اکثریت را تحت سیستم نمایندگی متناسب با اعضای مختلط (MMP) که در سال ۱۹۹۶ معرفی شد، تأمین کرد. آردرن همچنین با کسب «تقریباً هر یک از رای‌دهندگان» بالاترین درصد حزب کارگر (۴۹٫۱٪) از ۵۰ سال گذشته را به دست آورد. به همین ترتیب، این انتخابات دومین نتیجه بد برای حزب ملی بود که فقط در انتخابات عمومی ۲۰۰۲ عملکرد ضعیف‌تری داشت.
در یک پیروزی غافلگیرانه، Chlöe Swarbrick از سبزها کرسی مرکزی اوکلند را که توسط نیکی کای بازنشسته ملی تخلیه شده بود با کسب ۴۹۲ رأی نسبت به هلن وایت کارگر به دست آورد. حزب راست‌گرای آزادیخواه ACT و سبزها هر دو کرسی‌های انتخابات را بدست آوردند، در حالی که حزب مائوری با بدست آوردن کرسی وایاریکی دوباره وارد پارلمان شد. حزب ناسیونالیست پوپولیست نیوزیلند اول، به رهبری وینستون پیترز معاون نخست‌وزیر در ائتلاف با حزب کارگر، با از دست دادن هر کرسی که داشته بودند، بدترین نتیجه را تجربه کرد.
در حالی که نتایج نظرسنجیها در اوایل سال به ویژه برای هیچ‌یک از احزاب بزرگ قوی نبود، آردرن و دولت کارگر به دلیل پاسخ آنها به بیماری همه‌گیر COVID-19 در نیوزیلند مورد ستایش قرار گرفتند. نظرسنجی‌ها نشان داد که حزب کارگر می‌تواند به یک دولت اکثریت دست یابد یا می‌تواند با اعتماد و اطمینان از سبزها حکومت کند. در مقابل، رهبری حزب ملی در کمتر از سه ماه دو بار تغییر کرد و نتوانست نتایج ضعیف نظرسنجی خود را بهبود بخشد. اعتقاد بر این است که حزب کارگر از رای‌دهندگان میانه‌رو حمایت کرده‌است، بسیاری از آنها قبلاً با حمایت جان کی به حزب ملی رای داده بودند.

## پیش‌زمینه
نتایج نهایی انتخابات سال ۲۰۱۷ ملی ۵۶ کرسی به دست آورد، در حالی که حزب کارگر و سبزها ۵۴ کرسی داشتند. نیوزیلند ابتدا ۹ کرسی به دست آورد که باعث شد آنها بتوانند ۶۱ کرسی مورد نیاز برای تشکیل دولت را به ملی یا کارگران بدهند. در ۱۹ اکتبر ۲۰۱۷، وینستون پیترز، رهبر نیوزیلند اول، اعلام کرد که یک دولت ائتلافی با کارگران تشکیل خواهد داد. در همان روز، جیمز شاو، رهبر حزب سبز، اعلام کرد که حزب او به دولت اول حزب کارگر نیوزیلند اعتماد و تأمین خواهد داد. نتیجه انتخابات باعث شد که حزب کارگر پس از ۹ سال مخالفت و همچنین پایان دولت پنجم ملی که برای سه دوره قدرت (۲۰۰۸–۲۰۱۷) قدرت را در اختیار داشت، قدرت را بدست آورد. در انتخابات سال ۲۰۱۷ همچنین اولین حزب تحت ریاست MMP در نیوزیلند به رهبری یک دولت بدون فرماندهی اکثر آرای حزب پرداخت.
در ۲۲ مه ۲۰۲۰، یک انتخابات رهبری به دنبال دو نظرسنجی پایین برای حزب ملی نیوزلند رخ داد، که در آن تاد مولر جایگزین سیمون بریجز به عنوان رهبر و رهبر مخالف شد و نیکی کی جایگزین پائولا بنت به عنوان معاون رهبر حزب شد. خود مولر سپس به استناد دلایل بهداشتی در ۱۴ ژوئیه سال ۲۰۲۰ استعفا داد، و بعداً همان روز منجر به انتخابات رهبری دیگری شد که در آن کالینز به سمت رهبری حزب ملی نیوزلند انتخاب شد.

## سیستم انتخاباتی
نیوزیلند برای انتخاب مجلس نمایندگان از سیستم رای‌گیری متناسب با اعضای مختلط (MMP) استفاده می‌کند. هر رأی دهنده دو رأی می‌دهد، یک رأی به یک حزب سیاسی (رأی حزب) و یک رأی به یک نامزد محلی (رأی دهندگان رای). احزاب سیاسی که آستانه را داشته باشند (۵٪ از آرای حزب یا یک کرسی انتخابی) متناسب با درصد آرای حزبی که در مجلس کسب می‌کنند، کرسی‌هایی را در مجلس دریافت می‌کنند. ۷۲ کرسی از ۱۲۰ کرسی توسط نمایندگان منتخب از رأی دهندگان پر می‌شوند، در حالی که برنده در هر رأی دهنده با روش پست گذشته تعیین می‌شود (یعنی بیشتر آرا برنده می‌شود). ۴۸ کرسی باقیمانده توسط نامزدهای لیست بسته حزب هر حزب پر می‌شود. اگر یک حزب تعداد بیشتری از رای‌دهندگان را نسبت به کرسی‌هایی که تحت آرای حزب به آن تعلق می‌گیرد، به دست آورد، یک پیش آمد نتیجه حاصل می‌شود. در این صورت، مجلس کرسی‌های اضافی را برای پوشش پیش آمد اضافه خواهد کرد.

## احزاب و نامزدها
احزاب باید حداقل ۵۰۰ عضو مالی، یک حسابرس و نام حزبی مناسبی داشته باشند. حزبی که ثبت نام کرده‌است می‌تواند لیست احزاب را برای اعتراض به رأی می‌تواند به حزب ارسال کند و علاوه بر محدودیتی که در مبارزات انتخاباتی نامزدها وجود دارد، می‌تواند در هزینه‌های مبارزات حزبی دچار محدودیت شود. احزاب ثبت نشده و افراد مستقل فقط می‌توانند در رأی‌گیری شرکت کنند.
از هجده حزب ثبت شده شرکت کننده در انتخابات سراسری، هفده حزب لیست‌های خود را ارائه دادند. «جنبش مانا»
ضمن عدم ارسال لیست خود، درخواستی هم برای درج و انعکاس آن نداد و در عوض حزب مائوری را مورد حمایت قرار داده و تأیید کرد.
| حزب | حزب                       | (رهبر)                                       | بنیانگذار | ایدئولوژی                         | نتیجه ۲۰۱۷ | کرسی فعلی |
| --- | ------------------------- | -------------------------------------------- | --------- | --------------------------------- | ---------- | --------- |
|     | حزب ملی نیوزیلند          | جودیت کالینز                                 | ۱۹۳۶      | محافظه‌کاری لیبرال                 | ۴۴٫۴۵٪     | ۵۴        |
|     | حزب نخست، نیوزیلند        | جاسیندا آردرن                                | ۱۹۱۶      | سوسیال دموکراسی                   | ۳۶٫۸۹٪     | ۴۶        |
|     | حزب نخست، نیوزیلند        | وینستون پیترز                                | ۱۹۹۳      | ملی‌گرا، عوام‌گرایی                 | ۷٫۲۰٪      | ۹         |
|     | حزب سبز نیوزیلند          | جیمز شاو سیاستمدار نیوزیلند / مارما داویدسون | ۱۹۹۰      | سیاست‌های سبز، سوسیال دموکراسی     | ۶٫۲۷٪      | ۸         |
|     | ACTنیوزیلند               | دیوید سیمور سیاستمدار نیوزیلند               | ۱۹۹۴      | لیبرالیسم کلاسیک، آزادیخواه راست  | ۰٫۵۰٪      | ۱         |
|     | نیوزیلند پیشرفته          | / بیلی ت کاهیکا                              | ۲۰۲۰      | تئوری توطئه                       | —          | ۰         |
|     | حزب فرصت ها               | جف سیمونز                                    | ۲۰۱۶      | مرکزگرایی رادیکال، محیط زیست‌گرایی | ۲٫۴۴٪      | ۰         |
|     | حزب مائوری                | جان تامی‌هیر / دبی نگاروا -پکر                | ۲۰۰۴      | حقوق مائوری                       | ۱٫۱۸٪      | ۰         |
|     | قانونی‌بودن ماری‌جوانا      | ماکی هربرت / مایکل اپل‌بی سیاستمدار           | ۱۹۹۶      | قانونی‌بودن ماری‌جوانا              | ۰٫۳۱٪      | ۰         |
|     | حزب محافظه‌کار)            | لیتون بیکر                                   | ۲۰۱۱      | محافظه‌کاری، پوپولیسم دست راستی    | ۰٫۲۴٪      | ۰         |
|     | حزب فضای باز نیوزیلند     | سو گری / آلن سیمونز                          | ۲۰۱۵      | محیط زیست‌گرایی، تئوری توطئه       | ۰٫۰۶٪      | ۰         |
|     | حزب اعتبار اجتماعی        | کریس لیتچ                                    | ۱۹۵۳      | اعتبار اجتماعی، دموکراسی اقتصادی  | ۰٫۰۳٪      | ۰         |
|     | حزب مساوات در تقسیم اراضی | مارک بال                                     | ۲۰۲۰      | تقسیم اراضی به تساوی              | —          | ۰         |
|     | حزب یک                    | ادوارد شانلی / استفانی هاریورا               | ۲۰۲۰      | بنیادگرایی مسیحی                  | —          | ۰         |
|     | حزب پایدار نیوزلند        | ورنون تاوا                                   | ۲۰۱۹      | محیط زیست‌گرایی، میانه‌گرایی        | —          | ۰         |
|     | تی پارتی نیوزیلند         | جان هانگ / سوزانا کروگر                      | ۲۰۲۰      | ضد نژادپرستی، محافظه‌کاری مالی     | —          | ۰         |
|     | چشم‌انداز نیوزیلند         | هنا تاماکی                                   | ۲۰۱۹      | ملی‌گرایی مسیحی                    | —          | ۰         |

1. ↑  جامی-لی راس، رهبر پیشرو، یک عضو پارلمان بود، قبل از ترک حزب در سال ۲۰۱۷ به عنوان نماینده ملی انتخاب شد. با این حال، او رسماً یک نماینده مستقل بود و به یک حزب وابسته نبود.[۱۸]

## نظرسنجی
سازمان‌های مختلفی نظرسنجی انتخابات سراسری بعدی را در برنامه دارند. در حال حاضر دو سازمان اصلی نظرسنجی به‌طور منظم در حال بررسی آرای رای‌دهندگان هستند: مرکز تحقیقات رید (به نمایندگی از رسانه‌های نیوزیلند) و مرکز تحقیقات کولما (از طرف تلویزیون نیوزیلند).
مرکز تحقیقات روی مورگان یک سری نظرسنجی‌ها را در ژوئن سال ۲۰۲۰ ارائه کرد که پنج ماه اول سال را پوشش می‌داد و متعاقباً نظرسنجی‌های ماهانه منتشر می‌شوند. این اولین نظرسنجی آنها در نیوزلند از نوامبر ۲۰۱۷است.

## نتیجه لیست احزاب
| حزب کارگر نیوزیلند | حزب ملی نیوزیلند | نیوزیلندACT | حزب سبز نیوزیلند |
| | | | |
| اندرو لیتل (۰۷) دیوید پارکر (۰۹) ترور مالارد (۱۱) کریس فافوی (۱۵) عایشه ورال (۱۷) ویلی جکسون (۱۹) لوئیزا وال (۲۷) کامیلا بلیچ (۳۰) پریانکا رادحا کریشنان (۳۱) جان تینتی (۳۲) مارجا لوبک (۳۴) آنجی وارن کلارک (۳۵) ویلو جین پراین (۳۶) تاماتی کوفی (۳۷) نایسی چن (۳۸) لیز کریگ (۴۱) ابراهیم عمر (۴۲) آناهیلا کانونگاتا-سویی سویکی (۴۴) راشل بروکینگ (۴۶) هلن وایت (۴۸) آنجلا روبرتس (۵۰) | گری براونلی (۰۲) پل گلداسمیت (۰۳) کریس بیشاپ (۰۷) دیوید بنت (۱۱) مایکل وودهاوس (۱۲) نیکولا ویلیس(۱۳) ملیسا لی (۱۶) نیک اسمیت (۱۸) مارین پاگ (۱۹) | بروک وان ولدن (۰۲) نیکول مک نی (۰۳) کریس بایلی (۰۴) سیمون کورت (۰۵) جیمز مک‌دوال (۰۶) کارن چآور (۰۷) مارک کامرون (۰۸) تنی سورین (۰۹) دامین اسمیت (۱۰) | مارما داویدسون (۰۱) جیمز شاو (۰۲) جولی آن سنتر (۰۴) جان لوگی (۰۵) یوجین ساگ (۰۶) گلریز قهرمان (۰۷) تینا توییونو (۰۸) الیزابت کره کره (۰۹) ریکاردو منندز مارک (۱۰) |